# Enrica Cipriani
Enrica Cipriani (Verona, 28 ottobre 1988) è un'ex sciatrice alpina italiana.

## Biografia

### Carriera sciistica
Originaria di Negrar, ma cresciuta a Campitello di Fassa, ha esordito nel Circo bianco il 13 dicembre 2003 a Sesto giungendo 17ª ai Campionati italiani juniores in slalom speciale. Ha debuttato in Coppa Europa il 3 febbraio 2006  classificandosi 59ª in supergigante a Caspoggio e in Coppa del Mondo il 20 febbraio 2009 a Tarvisio, piazzandosi 38ª in supercombinata, e ha ottenuto i primi punti il 1º marzo seguente, grazie al 27º posto nel supergigante di Bansko che sarebbe rimasto il suo miglior risultato nel massimo circuito.
Il 19 gennaio 2010 ha conquistato il suo primo podio in Coppa Europa nella discesa libera disputata a Sankt Moritz; nello stesso anno si è laureata campionessa italiana di supergigante. L'8 febbraio 2012 ha ottenuto la sua unica vittoria in Coppa Europa, nel supergigante disputato a Jasná, e al termine di quella stessa stagione è risultata vincitrice della classifica della stessa specialità e seconda in quella generale e in quella di discesa libera.
Il 28 gennaio 2013 ha ottenuto a Jasná in discesa libera il suo ultimo podio in Coppa Europa (3ª) e ha preso per l'ultima volta il via in Coppa del Mondo nella supercombinata di Altenmarkt-Zauchensee del 12 gennaio 2014, che non ha completato. Si è ritirata al termine della stagione 2014-2015 e la sua ultima gara è stata lo slalom gigante dei Campionati italiani 2015, disputato il 28 marzo a Tarvisio e non completato dalla Cipriani; in carriera non ha preso parte né a rassegne olimpiche né iridate.

### Altre attività
Conclusa la carriera agonistica ha intrapreso l'attività manageriale, cooperando inizialmente con Lindsey Vonn, di cui nel 2015 ha sposato l'allenatore, Chris Knight; dal 2018 segue la sciatrice neozelandese Alice Robinson.

## Palmarès

### Coppa del Mondo
- Miglior piazzamento in classifica generale: 115ª nel 2013

### Coppa Europa
- Miglior piazzamento in classifica generale: 2ª nel 2012
- Vincitrice della classifica di supergigante nel 2012
- 7 podi (4 in discesa libera, 2 in supergigante, 1 in slalom gigante):
  - 1 vittoria
  - 1 secondo posto
  - 5 terzi posti

#### Coppa Europa - vittorie
| Data            | Località | Paese      | Specialità |
| --------------- | -------- | ---------- | ---------- |
| 8 febbraio 2012 | Jasná    | Slovacchia | SG         |

Legenda:

SG = supergigante

### South American Cup
- Miglior piazzamento in classifica generale: 20ª nel 2005
- 1 podio:
  - 1 terzo posto

### Campionati italiani
- 3 medaglie[5]:
  - 1 oro (supergigante nel 2010)
  - 2 bronzi (discesa libera, combinata nel 2010)